# Петербургская школа композиторов
Петербу́ргская шко́ла компози́торов — термин, условно объединяющий творчество русских композиторов Санкт-Петербурга, связанных с «Могучей кучкой» и Беляевским кружком. Петербургской школе противопоставляла себя московская школа композиторов.

## История
Центром петербургской школы композиторов во второй половине XIX века становится Петербургская консерватория, где преподавал Н. А. Римский-Корсаков. К школе принадлежали и старшие ученики Римского-Корсакова А. К. Лядов и А. К. Глазунов, которые тоже были авторитетными педагогами. Близок к школе был и М.А. Балакирев.
Петербургской школе противопоставляла себя московская школа композиторов во главе с П. И. Чайковским и С. И. Танеевым. Различия касались не коренных основ творчества, а более частных моментов, таких как отношение к классическому наследству и разным течениям зарубежной музыки.
Композиторы петербургской школы были более чутки к новым веяниям и отличались избирательностью, тогда как представители московской школы были верны классицизму и стремились к универсализму.
Обе школы находились в русле развития передового реалистического направления русской музыки.
В конце XIX века А. К. Глазунов после общения с С. И. Танеевым несколько пересматривает свои взгляды. Общим явлением стало сглаживание противоречий между двумя школами, что проявилось в высокой оценке творчества Танеева представителями Петербурга.
Стремление к синтезу принципов обеих школ на рубеже веков проявилось в творчестве многих композиторов (А. С. Аренский, С. В. Рахманинов и другие). Тем не менее школы продолжали свое существование.

## Галерея

Петербургская школа композиторов
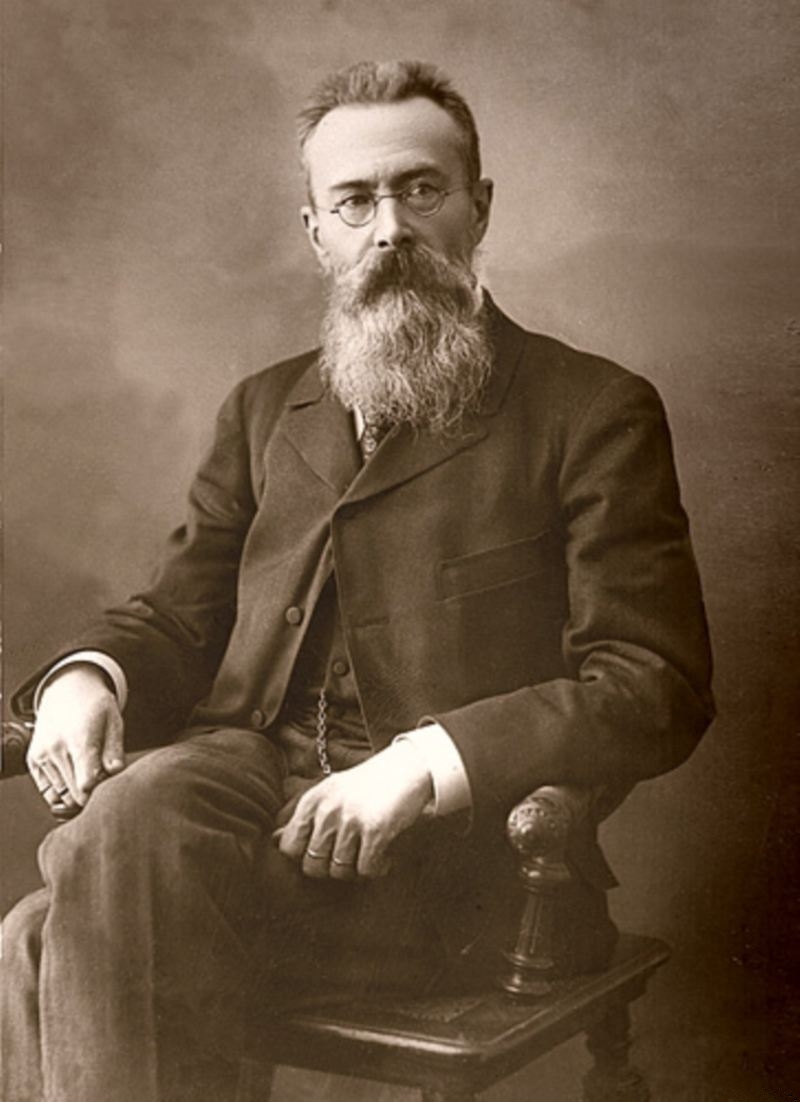
Римский-Корсаков, Николай Андреевич.
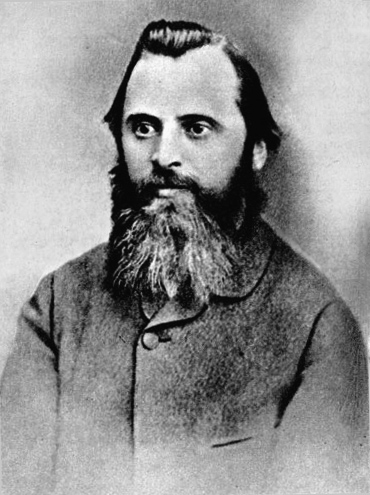
Балакирев, Милий Алексеевич.
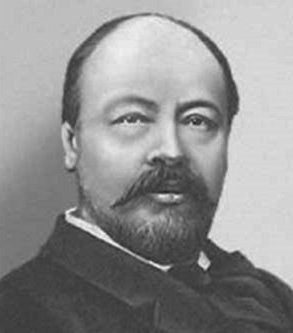
Лядов, Анатолий Константинович.
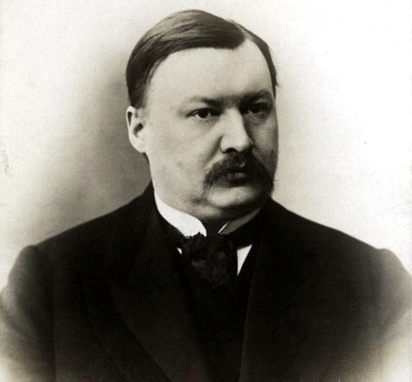
Глазунов, Александр Константинович